# A-84543
A-84543是一种含氮有机化合物，分子式C11H16N2O，是美國雅培公司研发的菸鹼型乙醯膽鹼受體激动剂，能作为开发相关化合物的先导化合物。